# グランドスラム (爆弾)

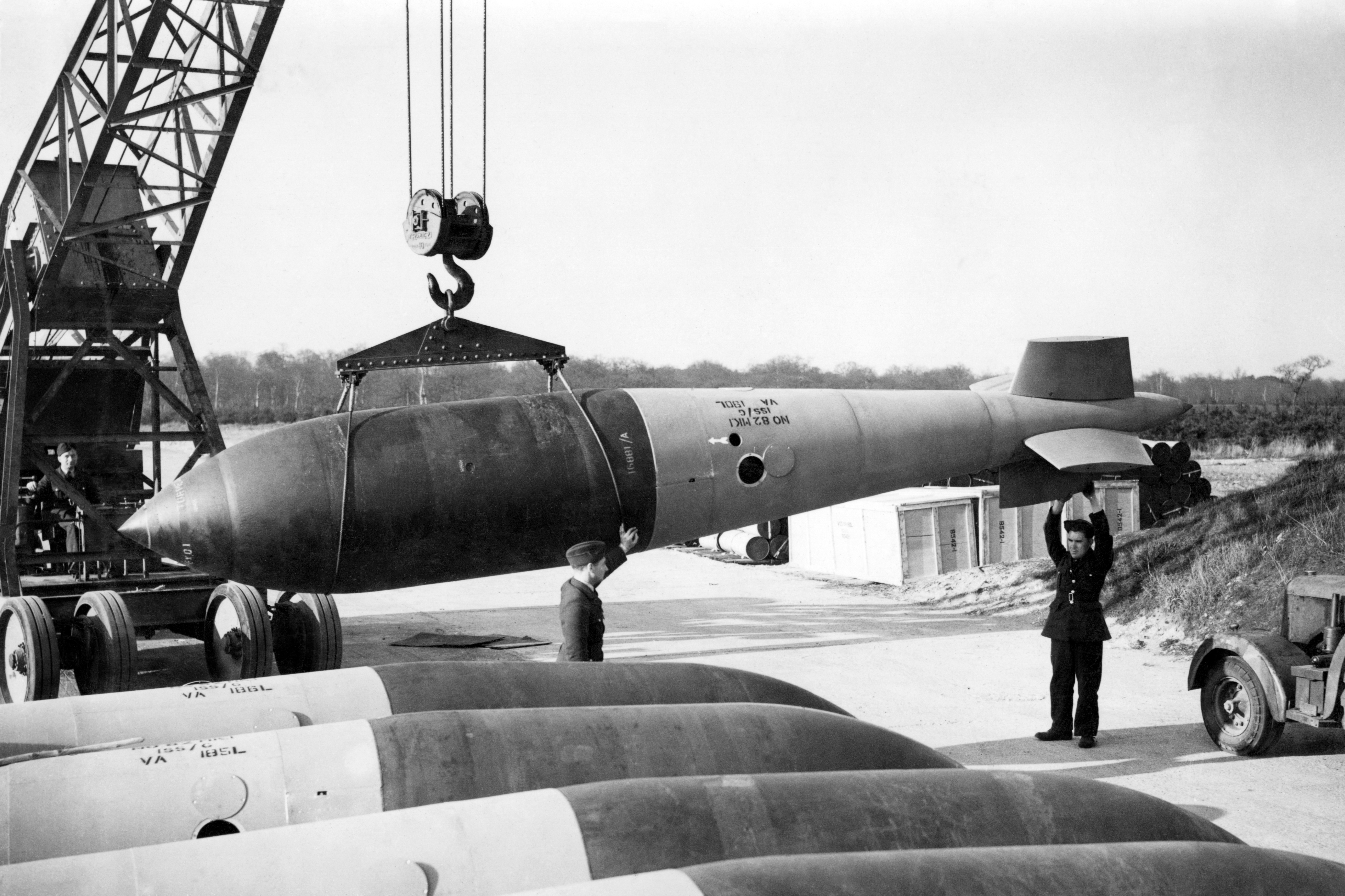
グランドスラム

グランドスラム （Grand Slam）は、第二次世界大戦中の1944年末頃にイギリス空軍が用いた超大型爆弾。
地中貫通爆弾の一種で、重量は22,000ポンド（約9.9t）あり、これより前に完成した12,000ポンド（約5.4t）の爆弾トールボーイのおよそ2倍の威力を持っている。どちらも、小型爆弾では有効な攻撃を与えられない巨大な建造物や堅牢な構築物を破壊するために製造された。
実戦で用いられた通常爆弾の中では最大とされている。2017年4月13日、アメリカ軍がアフガニスタンのナンガルハール州アチン地区にあるイスラム過激派組織ISILのトンネル施設に対し、現有兵器では最も大きい通常爆弾となる「MOAB（モアブ、英: Massive Ordnance Air Blast、大規模爆風爆弾兵器）制式名称 GBU-43/B」を使用したが、グランドスラムはこれをわずかに上回る。

## 開発の経緯
地震爆弾と呼ばれる爆弾についての構想は、イギリスの航空エンジニア、バーンズ・ウォリスが第二次世界大戦の開戦直後から持っていた。しかし、この時には10トンもの爆弾を載せられるだけの爆撃機がなかったため、彼はその設計を一旦棚上げとした。
最初の地震爆弾は5トン級の「トールボーイ」として開発された。この爆弾は巨大な構築物、とりわけ堅牢に構築された陣地（バンカー）に対して有効で（後のバンカーバスターと同じ用兵）、その効果は第617飛行中隊により、実戦で証明された。
アブロ ランカスター B.I スペシャル爆撃機にトールボーイを搭載できることが判明した時点から、ウォーリスはトールボーイを更にスケールアップした「グランドスラム」の開発に取りかかった。設計は空力を重視し、長い尾部にはフィンが取り付けられている。このフィンは、爆弾を回転させる作用を持ち、銃のライフリングと同じ原理で安定性と命中精度を高めることとなった。これらはトールボーイから得られた知見である。この爆弾もトールボーイと同様に投下時に音速を超えるが、安定性を保つことができたため音速障壁に左右されなかった。
第二次世界大戦で標準的に使われた爆弾と違い、グランドスラムもトールボーイと同じように、目標の障害物を貫徹する時に爆発しないように、コンクリート型でサンドモールド鋳造された高張力鋼の外殻を持っていた。炸薬は熱く溶融した状態でバケツリレーで注入された。炸薬にはトーペックスが用いられたが、装填前に外殻を1ヶ月安置して冷却する必要があった。
トールボーイと同様、製造工程は複雑であり、ひとつひとつの爆弾に膨大な材料と人手が必要なため、単価はたいへん高価なものとなった。このため、作戦が中止になったような場合でも、安全のために海中に投棄するようなことはせず、爆弾を搭載したまま帰投した。
40,000フィート（約12,000m）から投下した時、地表より40mの深さまで達した。結果的に、対壕地雷のような形になり上部の構築物の基礎を揺るがして崩壊させる効果があった。これは、まさにグランドスラムの最初の標的となったビーレフェルトのシルデッシャー鉄道陸橋で実際に起こったことである。

## 戦歴

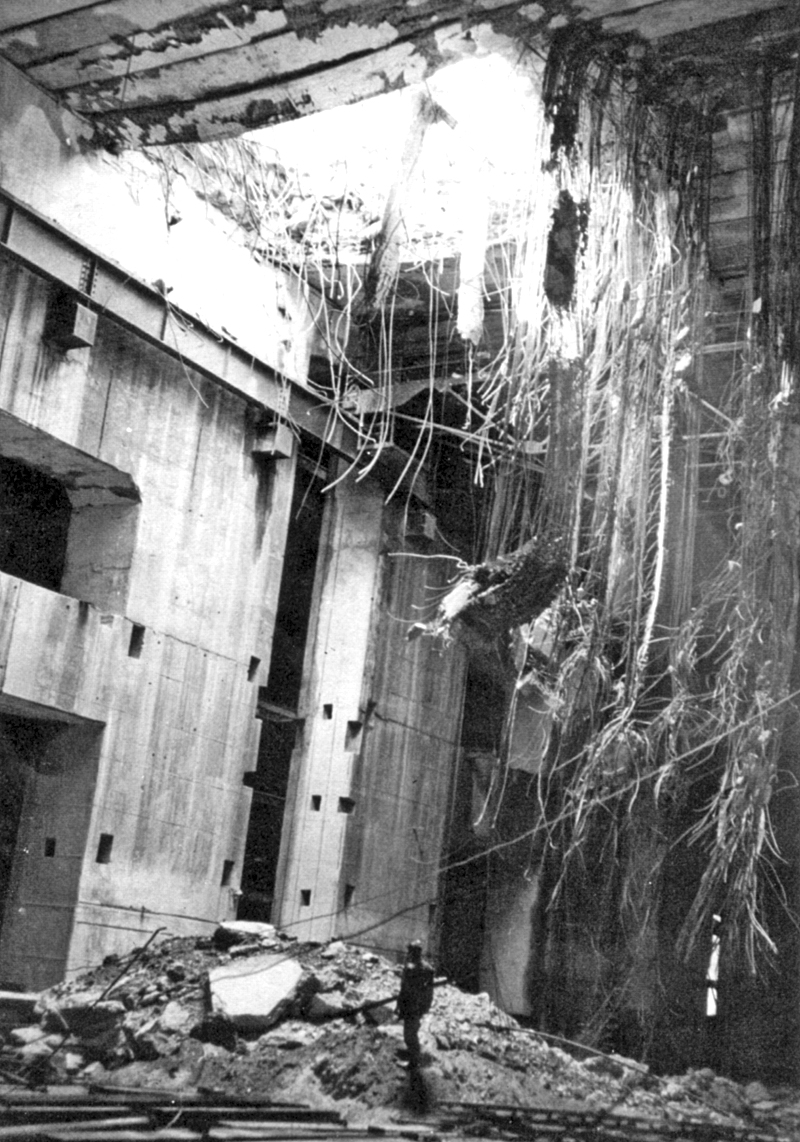
グランドスラムが貫通したUボート基地の屋根。

ランカスターBIスペシャルと言えど一回に一発しか運べず、22,000フィート（約6,700m）からの投下が精度の限界であった。グランドスラムは、1945年3月14日にイギリス空軍のC.C.カルダー率いる第617飛行中隊「ダムバスターズ」によって使用され、ビーレフェルトのシルデッシャー鉄道陸橋の二箇所のスパンを破壊した。
別の攻撃では、ブレーメンの近くのバレンティンブンカー（バンカー）に対して2発のグランドスラムが投下され、4-7mのコンクリートを貫通した。Huugeとブレストの潜水艦隊に対するこの攻撃は成功した。
終戦までに41発のグランドスラムが、橋梁や陸橋などに対して投下された。
イギリス空軍のアーサー・ハリス大将は1947年にこう書いている。
我々は既にウォーリスの12,000ポンド爆弾を持っている。この（トールボーイ）中型爆弾は、鉄道トンネルや分厚いコンクリートの屋根を貫通する。この爆弾の成功が証明された時、ウォーリスはさらにパワフルな22,000ポンド爆弾、原子爆弾の登場までは最も破壊力を持つ兵器を開発していた。この22,000ポンド爆弾は1945年の春まで手元に届かなかったが、我々はこれを使ってルール工業地帯の陸橋や鉄道、またUボートシェルターに多大な被害を与えることができた。
戦後、ハンドレページ ヴィクターは一発のグランドスラムか、二発のトールボーイを搭載する準備を内部的に行っていた。
アメリカ軍も、同じような方針のもとグランドスラムより巨大な44,000ポンド（約20t）爆弾、「T-12クラウドメーカー（Cloudmaker）」を開発していたが終戦までには間に合わなかった。
617中隊は対日戦にも投入が決定しており、九州と本州の連絡を遮断する攻撃に使用される予定だった。

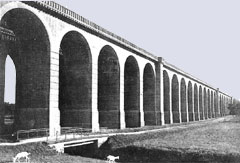
1917年に撮影されたビーレフェルトのシルデッシャー高架橋
グランドスラムとトールボーイによる爆撃で破壊されたシルデッシャー高架橋
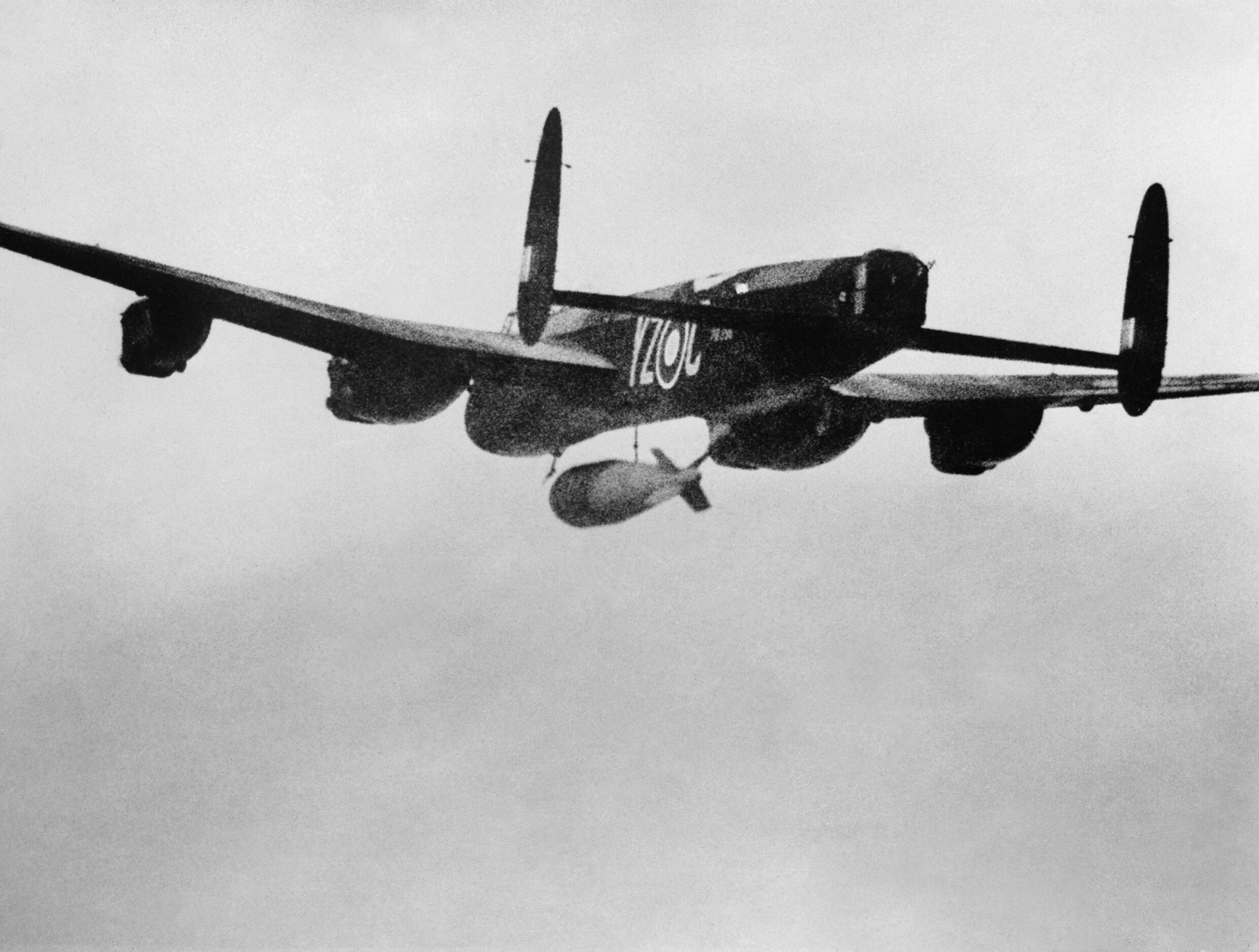
アルンスベルク高架橋を攻撃するために第617飛行隊のアブロ ランカスターから投下されるグランドスラム
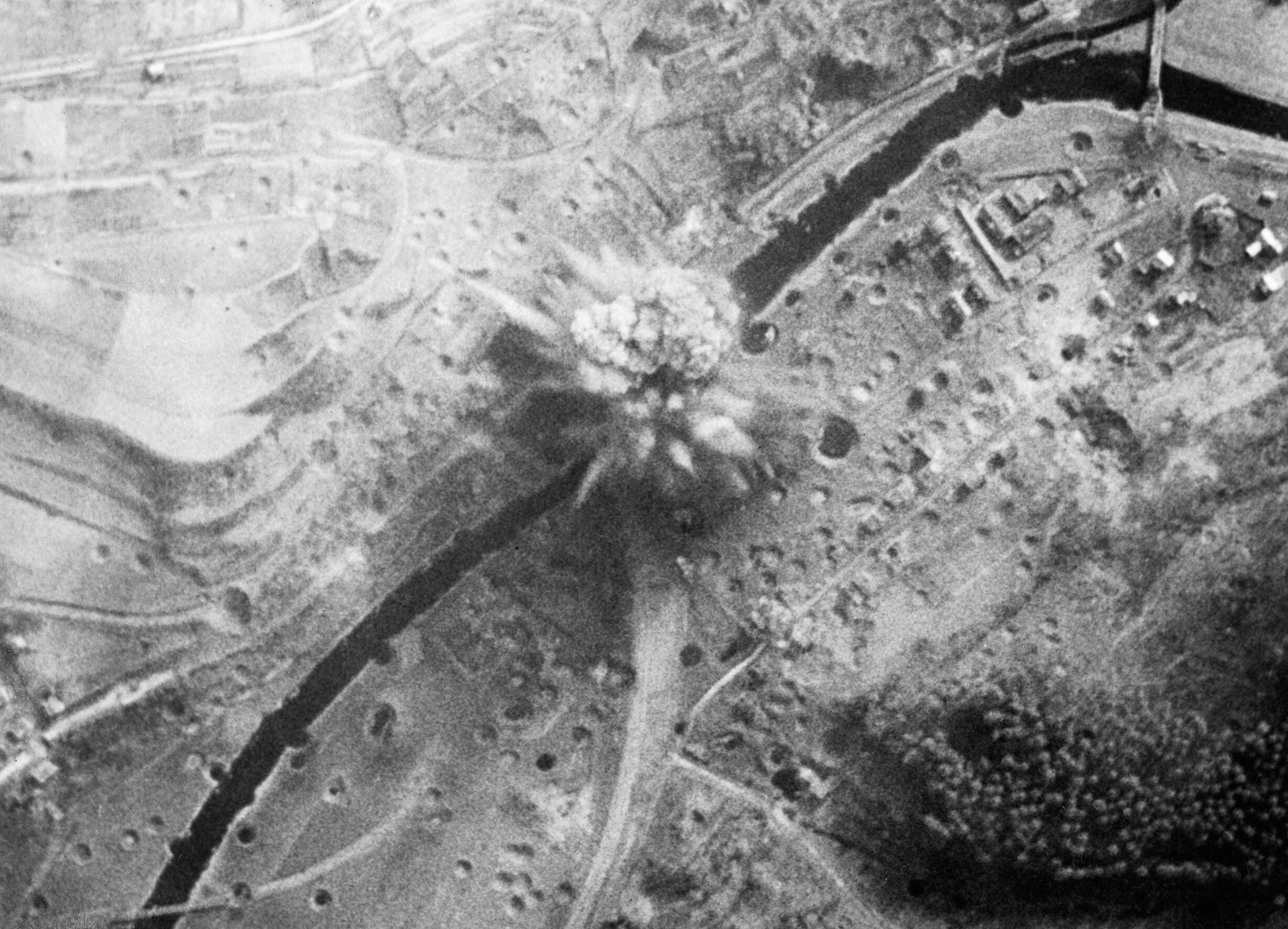
アルンスベルク高架橋で爆発するグランドスラム

## 性能諸元
- 長さ 7.70m（26 ft 6in)
- 尾部 4.11m (13 ft 6in)
- 直径 1.17m (3 ft 10in)
- 弾頭 4,144 kg (9,135 lb)
- 炸薬 Torpex D1 (Torpedo explosive)
- 使用弾数 41発

## 注
1. ↑  ここにある単語は原文では missile だが、文脈から、広義の「飛び道具」といったような意味であって、ロケット推進と誘導能力を持ついわゆる「ミサイル」ではないことは明白であり、意訳とする。